# Papinsaari (ö i Finland, Norra Savolax, Inre Savolax, lat 62,80, long 26,74)
Papinsaari är en ö i Finland. Den ligger i sjön Niinivesi och i kommunen Rautalampi i den ekonomiska regionen  Inre Savolax ekonomiska region  och landskapet Norra Savolax, i den centrala delen av landet, 300 km norr om huvudstaden Helsingfors. Öns area är 42,3 hektar och dess största längd är 1,8 kilometer i sydöst-nordvästlig riktning.